# Векшеедиха
Векшеедиха — река в России, протекает в Нагорском районе Кировской области. Устье реки находится в 22 км по левому берегу реки Мытец. Длина реки составляет 16 км.
Исток реки в лесу близ границы с Республикой Коми в 15 км к северо-западу от села Синегорье (центр Синегорского сельского поселения). Река течёт по ненаселённому лесному массиву на юго-запад. Впадает в Мытец в 3 км к юго-востоку от посёлка Мытьец.

## Притоки (км от устья)
- 0,7 км: река Зелёная (пр[3])
- 2,7 км: река Малая Векшеедиха (в водном реестре — река без названия, лв)

## Данные водного реестра
По данным государственного водного реестра России относится к Камскому бассейновому округу, водохозяйственный участок реки — Вятка от истока до города Киров, без реки Чепца, речной подбассейн реки — Вятка. Речной бассейн реки — Кама.
Код объекта в государственном водном реестре — 10010300212111100031266.